# 阿留申群島
阿留申群島（可能來自楚科奇語：aliat，為島嶼的意思）位於白令海與北太平洋之間，自阿拉斯加半島向西伸延至堪察加半島。屬於阿拉斯加半島上阿留申山脈的延伸。由超過三百個細小的火山島（當中有57座火山）組成，長1,900公里，總面積17,666平方公里。由於橫跨東經/西經180°，為美國領土上的最西及最東點。絕大部分屬於美國阿拉斯加州，通常被視為阿拉斯加荒野的範圍，惟極西部屬俄羅斯。阿留申群島位於太平洋火環北部，是東亞島弧的起點。島上居民為阿留申人，人口約11,942人（1990年）。各島嶼之間有阿拉斯加海上公路系統提供人車輪渡服務。

## 地理

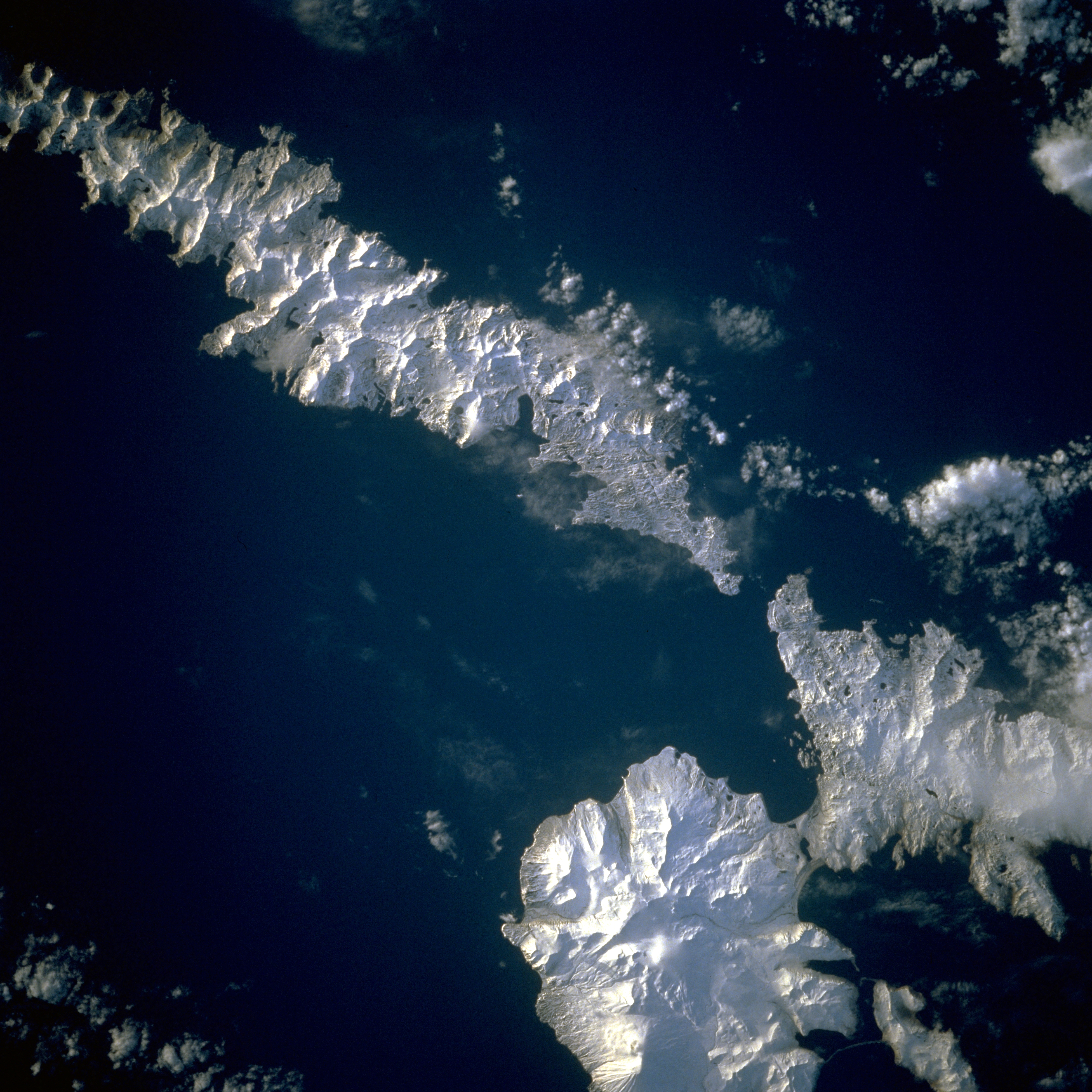
從太空觀察的阿留申群島

阿留申群島可再細分為六個群島，由東向西分別是：福克斯群島、四山群島、安德烈亞諾夫群島、拉特群島、尼爾群島和屬於俄羅斯的科曼多尔群岛。

## 历史
1741年，俄国派遣丹麦人维他斯·白令和俄国人阿列克谢·奇里科夫作探险航行，船队在一次风暴中失散後，奇里科夫发现了东部几座岛屿，白令则发现了西部几座岛屿。西伯利亚猎人得知此地富于毛皮动物後即湧至科曼多爾群島，并逐渐东迁，越过阿留申群岛至北美洲。俄国建立起立足点，但俄国人的征服和屠杀使阿留申原住民遭到灭绝。
阿留申群岛与阿拉斯加半岛原为俄属北美的一部分，美国於1867年以720万美元从俄国沙皇亚历山大二世手中买下俄属北美。1903年，作为当時美国海外領土的阿拉斯加在一年内就向美国聯邦政府繳納了950多万美元的税收，且阿拉斯加的鱼、皮毛和黄金的产值在後續每年都超過1.5億美元。
阿留申群岛以上弦月的形狀横断北太平洋，为美国在該海域的战略要地；位置处于日本和東亞各國通往北美與北欧的最短路徑上，又是美俄兩國间距离最近之處。阿留申群岛由福克斯、安德烈亚诺夫、四山、拉特和尼尔五组群岛组成，共有大小岛屿159座，总面积约1.8萬平方公里。人口约八千，其中主要是驻军，其余皆为原住民。
在阿留申群岛的西北顶端为阿图岛，是美国领域中最西邊的岛屿，也是毗邻俄罗斯最近的一个岛；该岛多港湾、形势险要，是天然的舰船停泊地。第二次世界大战期间，此處的战略重要性人所共见。日军於1942年侵占阿图岛和基斯卡岛；一年后，美军经过19天激战收复阿图岛。冷战时期，阿留申群岛各军事基地是北美大陆战略防御的重要环节。群岛中仅有三个优良港口，其中一座為荷兰港，以往因其戰略位置而設有海空军基地，但已於1980年代撤軍並轉為純商業與民用港口。

## 外部連結
- Seattle to Aleutian Island Expedition （页面存档备份，存于）